# بچه‌خور
بچه‌خور فیلمی به کارگردانی و نویسندگی محمد کارت و آبان عسکری، محصول سال ۱۳۹۷ است این فیلم برنده سیمرغ بهترین فیلم کوتاه جشنواره فجر شده‌و جوایز معتبر زیادی از جشنواره‌های داخل و خارج  کشور دریافت کرده است. همچنین این فیلم
پر مخاطب‌ترین فیلم کوتاه ایرانی در شبکه نمایش خانگی این کشور است.

## خلاصه داستان
یک نوجوانِ پسرِ دستفروش به دختری که در یک قمارخانه کار می‌کند، علاقه‌مند است. قماربازان روی دختر شرط‌بندی می‌کنند و پسر سعی می‌کند او را نجات دهد.

## جوایز و نامزدی‌ها
- برنده جایزه بزرگ سی و چهارمین دوره فستیوال اودنسه دانمارک و معرفی به آکادمی اسکار۲۰۲۰ از طرف این فستیوال
- برنده سیمرغ بلورین بهترین فیلم از سی و هفتمین جشنواره فیلم فجر[۱]
- برنده سیمرغ بهترین فیلم از سی و ششمین جشنواره جهانی فیلم فجر[۲]
- برنده تندیس بهترین فیلم کوتاه از بیستمین دوره جشن بزرگ سینمای ایران ۱۳۹۷[۳]
- نشان شایستگی بهترین کارگردانی از نهمین جشن مستقل فیلم کوتاه ایران (بچه‌خور)
- جایزه کارگردانی و جایزه بهترین فیلم از نگاه تماشاگران سی و پنجمین جشنواره بین‌المللی فیلم کوتاه تهران
- جایزهٔ جشنوارهٔ بین‌المللی فیلم کوتاه تهران برای بهترین فیلم از نگاه تماشاگران - در بخش ملی
- تندیس زرین، لوح تقدیر و جایزهٔ نقدی در جشنوارهٔ بین‌المللی فیلم رشد برای بهترین فیلم داستانی کوتاه
- جایزهٔ جشنوارهٔ بین‌المللی فیلم کوتاه تهران برای بهترین کارگردانی - در بخش ملی
- تندیس بهترین فیلم نهمین جشن مستقل فیلم کوتاه ایران
- تندیس بهترین کارگردانی نهمین جشن مستقل فیلم کوتاه ایران
- تندیس بهترین طراحی صحنه و لباس نهمین جشن مستقل فیلم کوتاه ایران
- کاندیدای بهترین فیلمنامه از نهمین جشن مستقل فیلم کوتاه ایران
- کاندیدای بهترین فیلمبرداری نهمین جشن مستقل فیلم کوتاه ایران
- کاندیدای بهترین صدابرداری نهمین جشن مستقل فیلم کوتاه ایران
- کاندیدای بهترین صداگذاری نهمین جشن مستقل فیلم کوتاه ایران
- کاندیدای بهترین فیلمبرداری سی و پنجمین جشنواره بین‌المللی فیلم کوتاه تهران
- کاندیدای بهترین فیلمنامه سی و پنجمین جشنواره بین‌المللی فیلم کوتاه تهران
- کاندیدای بهترین صداگذاری و صدابرداری سی و پنجمین جشنواره بین‌المللی فیلم کوتاه تهران
- کاندیدای بهترین فیلم سی و پنجمین جشنواره بین‌المللی فیلم کوتاه تهران
- منتخب بخش مسابقه بین‌الملل چهل و هشتمین فستیوال بین‌المللی تامپره فنلاند
- منتخب بخش مسابقه بین‌الملل نوزدهمین فستیوال بین‌المللی اودنسه دانمارک